# Tristan (Vorname)
Tristan ist ein männlicher, selten auch weiblicher Vorname. 

## Herkunft, Bedeutung und Verbreitung
Der Name Tristan kommt aus dem Keltischen und ist abgeleitet von drest bzw. drust, was „[Waffen]lärm“ bedeutet.
Der Name ist im deutschen Sprachraum vor allem bekannt durch Richard Wagners Oper Tristan und Isolde, nach dem um 1210 verfassten epischen Roman Tristan von Gottfried von Straßburg. Dieser basiert auf dem altfranzösischen Tristan-Roman von Thomas d’Angleterre (gegen 1180). Bei Gottfried und – in seiner Nachfolge – bei Wagner wird der Name Tristan von französisch triste „traurig“ abgeleitet. Die Verwendung als weiblicher Vorname ist selten.

## Namensträger

### Männlicher Vorname
- Tristan Anderson (* 1971), US-amerikanischer Fotojournalist
- Tristán Bauer (* 1959), argentinischer Filmregisseur, Drehbuchautor und Kameramann
- Tristan Berger (* 1959), deutscher Dramaturg, Theaterpädagoge, Autor und Übersetzer
- Tristan Brandt (* 1985), deutscher Koch
- Tristan Brübach (1984–1998), Opfer im „Mordfall Tristan“
- Tristan Brusch (* 1988), deutscher Sänger, Songschreiber und Komponist
- Tristan Corbière (1845–1875), französischer Lyriker
- Tristão da Cunha (1460–1540), portugiesischer Admiral
- Tristan Egolf (1971–2005), US-amerikanischer  Schriftsteller
- Tristan Garel-Jones, Baron Garel-Jones (1941–2020), britischer Politiker, Mitglied des House of Commons
- Tristan Göbel (* 2002), deutscher Schauspieler
- Tristan Gommendy (* 1980), französischer Rennfahrer
- Tristan Honsinger (1949–2023), US-amerikanischer Free-Jazz-Cellist
- Tristan Keuris (1946–1996), niederländischer Komponist
- Tristan de Lange (* 1997), namibischer Radsportler
- Tristan L’Hermite (1601–1655), französischer Schriftsteller
- Tristan Meister (* 1989), deutscher Dirigent und Chorleiter
- Tristan Murail (* 1947), französischer Komponist
- Tristan Rain (* 1972), Schweizer Maler und Fotokünstler
- Tristan Rogers (1946–2025), australischer Schauspieler
- Tristan Scherwey (* 1991), Schweizer Eishockeyspieler
- Tristan Seith (* 1979), deutscher Theater- und Filmschauspieler
- Tristan Takats (* 1995), österreichischer Freestyle-Skier
- Tristan Tate (* 1988), britisch-US-amerikanischer Influencer und ehemaliger Kickboxer
- Tristan Thompson (* 1991), kanadischer Basketballspieler
- Tristan Tzara (1896–1963), französischer Schriftsteller rumänischer Herkunft
- Tristán Ulloa (* 1970), spanischer Schauspieler, Regisseur und Autor
- Tristan Weddigen (* 1969), Schweizer Kunsthistoriker

### Weiblicher Vorname
- Tristan Gale (* 1980), US-amerikanische Skeletonpilotin
- Tristan Taormino (* 1971), US-amerikanische Autorin und Regisseurin

### Nachname
- Flora Tristan (1803–1844), peruanisch-französische Schriftstellerin, Sozialistin und Frauenrechtlerin

## Weitere Namensgebungen
- Tristan da Cunha, Inselgruppe im Südatlantik
- TRISTAN, Teilchenbeschleuniger
- Tristanteichhuhn, Art der Gattung Teichrallen
- Tristan Otto, Skelett eines Tyrannosaurus rex